# 駝鹿島國家公園
駝鹿島國家公園（俄语：Лосиный Остров），位於俄羅斯首都莫斯科東北方，跨越莫斯科直轄市和莫斯科州，面積116平方公里。成立於1983年，是俄羅斯最早的國家公園。
最初見於14世紀的文獻，此後歷代沙皇都把這裡保護起來，此後多度受保護和破壞。1950年代環城公路把公園分成兩個部份。
建立國家公園的倡議始於1909年，1979年莫斯科市和州政府聯合建議成立國家公園，1983年8月24日由俄羅斯蘇維埃聯邦社會主義共和國政府正式宣佈設立。

## 外部連結
- 官方網站 （页面存档备份，存于）